# Казьмин, Александр Сергеевич
Алекса́ндр Серге́евич Казьми́н (род. 23 апреля 1989) — российский актёр, певец и стример, номинант национальной театральной премии «Музыкальное сердце театра» (2023) за главную роль Хонона в спектакле «Между двух миров» как «Лучший исполнитель главной роли», лауреат премии фестиваля мюзикла «X-38» — «Любимый артист, по мнению зрителей» (2021) за роль Фредди Трампера в мюзикле «Шахматы», премии фестиваля «X-41» (2024) и премии фестиваля «X-42» (2025), и в номинации «Лучший артист мюзикла» фестиваля «X-37» (2020).

## Биография

### Ранние годы
Родился 23 апреля 1989 года в городе Похвистнево (Самарская область), в 2002 году окончил музыкальную школу по классу фортепиано в п. Свободный, в 2008 — Нижнетагильский торгово-экономический колледж по специальности «Менеджмент».
В 2011 году окончил Нижнетагильский государственный социально-педагогический институт по специальности «Актёр драматического театра и кино» (мастер курса — В. Д. Вейде, руководитель вокального класса — Н. В. Скороходова).

### Карьера
Будучи студентом, с 2009 года принимал участие в спектаклях Молодёжного театра г. Нижнего Тагила. По окончании учёбы был приглашён в труппу театра, где прослужил до 2013 года. С 2013 по 2017 года работал в Санкт-Петербургском государственном музыкальном театре «Карамболь». Также исполнял ведущие роли в спектаклях «Бременские музыканты» и «Али-Баба и 40 песен персидского базара» театра «Мюзик-Холл» (Санкт-Петербург).
С 2015 года — артист Театра мюзикла. Также исполняет ведущие партии в мюзиклах компании Stage Entertainment, Санкт-Петербургского театра музыкальной комедии, Московского театра оперетты.
Принимал участие в шоу-кейсе «Broadway Dreams» (2017 и 2018), поставленном театральной компанией «Бродвей Москва» совместно с бродвейскими актёрами и режиссёрами компании «The Broadway Dreams Foundation» и состоявшем из номеров популярных бродвейских мюзиклов, исполненных российскими актёрами на русском языке.
Как сольный артист сотрудничает с продюсерским центром «Пентаграмма». Принимал участие в записи русскоязычных треков (партия Лайта Ягами) из мюзикла «Death Note» («Тетрадь смерти») Фрэнка Уайлдхорна, основанного на одноимённой манге. Записи треков фэнтези-мюзикла Сергея Скрипникова «Гиперборея. Симфония Северного Ветра» (Эйдес). С 2017 по 2019 год композиции из мюзикла были представлены в рамках 15 концертов на разных площадках Москвы, Санкт-Петербурга и Воронежа, в том числе на фестивале «Comic Con Russia» (2017, 2018) и на «Всероссийском фестивале японской анимации» (2018). Участник концертной версии киноспектакля Дарьи Бурлюкало «С любовью, Эдит Пиаф» (13 декабря 2019 и 11 июня 2021 года) в роли Тео Сарапо. В предпремьерном показе музыкально-драматическом спектакле «Эдит Пиаф. Отражение» сыграл 22 мая 2025 года, спродюсированного LoftP. Concert. The Soul и в режиссуре Веры Зудиной. Рост Александра — 179, Ярослава — 176.
В 2020 году принял участие в Инстаграм-постановке «Мой Длинноногий деда», исполнив роли — Микки Ботан, Джонни Красавчик, Суинни Баблос в джаз-бэнде.
В 2021 году, 22 февраля должен был сыграть роль капитана Грея в мюзикле «Алые паруса» Максима Дунаевского в ДКиТ МАИ, 15 февраля правообладатель спектакля Д. Ю. Калантаров (АНО «Музыкальное сердце театра»), по своей инициативе расторг договор на прокат.
Вместе с артистом мюзиклов Ярославом Баярунасом неоднократно выступал на фестивале «Comic-Con Russia» с ариями из мюзиклов и саундтреками к аниме (Москва, 2017, 2018, 2019; Санкт-Петербург, 2019). В 2017 и 2018 прошли сольные концерты Александра Казьмина в московском клубе «Glastonberry». С 2018 года — участник и ведущий проекта «КАРАОКЕ КАМИКАДЗЕ», представляющего собой синтез конкурса, концерта, творческой встречи и юмористического шоу, в котором принимают участие артисты мюзиклов. Постоянный участник филармонических концертов, теле-проекта «Романтика романса». Участник шоу «Большой мюзикл» в 2021 на телеканале «Культура». С 2019 года ежегоднsq участник и ведущий фестиваля мюзикла «X».
В 2021 году прошёл сольный концерт «Александр Казьмин & STAGE ORCHESTRA» в московском клубе «1930 Moscow Club», в 2022 — «Игра вслепую» в петербургском КЗ «Колизей Арена», в 2023-м — «F5» в петербургском клубе «Космонавт», в 2024-м — «Модуль//: не найден» в клубе «1930 Moscow Club», в 2024 — «Мультивселенная Александра Казьмина» в клубе «Космонавт» и «Музыка вольной души», спродюсированные компанией «БаярунасКонцерт» и с участием продюсера гостем концертов, с 2022 участвует в больших сольных концертах Ярослава Баярунаса. Принимает участие в сольных концертах в 2023-м Галины Безрук, Антона Круглова, концерт-презентация альбома «Всё сначала» группы «Ягода», дуэтном рок-концерте «Топи Лёд!» и «Безумие на двоих» в клубе «Космонавт», совместно с Ярославом.
Принял участие 4 июля 2022 года в Театре Стаса Намина в АртМафия Show Дарьи Бурлюкало с артистами мюзиклов, 24 октября, 25 декабря 2024, 15 января в Санкт-Петербурге и 28 апреля 2025 в Москве в качестве соведущего Дарьи на шоу. 3 августа 2022 года принял участие в съёмках 4 сезона кулинарного шоу «Российские звезды готовят блюда китайской кухни» международной сети «ТВ БРИКС» и портала Центрального телевидения Китая «Жэньминь жибао».
Принял участие в качестве одного из солистов в концерте «Scorpions in concert» 26 мая 2023 года в концертном зале «Crocus City Hall» и 29 января 2024 года в Московском международном доме музыки, исполнив хиты группы Scorpions, в сопровождении симфонического оркестра под управлением Евгения Загота.
В 2024 году принял участие в записи песни «Аделин» группы «Гаснет свет» в составе альбома «Бездна для двоих» с Еленой Газаевой.
В 2025 году провёл два концерта «Twin Stars» с Ярославом Баярунасом в Китае в рамках обмена культурами двух стран: 20 июня в городе Шанхай в «Daning Theatre» и 22 июня в Гранд-театре озера Цзиньша в Ханчжоу, специальными гостьями которого была Дарья Январина и Дарья Бурлюкало.

### Личная жизнь
С 2021 года встречается и живёт в гражданском браке с певицей и актрисой Анастасией Стоцкой.

## Работы

### Театр
Новый Молодёжный театр г. Нижнего Тагила (2009 — 2013)
- «Белые ночи» — Мечтатель
- «Эти свободные бабочки» — Дональд Бейкер
- «Экзамен про любовь» — Виктор
- «Отцы и дети» — Виктор Ситников
- «Семья вурдалака» — Роман
- «День рождения кота Леопольда» — Белый мышонок, Пес доктор
- «Сын полка» — ефрейтор Иванов
- «Волшебный мир — театр» — театровой
- «Пока я дышу — история Коко Шанель»
- «Казусы жизни»
- «Деньги. Деньги? Деньги!» — Киллер
- «Загадки Курочки Рябы» — Дуб Зелёный
- Пашка-факир — Пашка
- Принц-Кролик — Кролик
- «Крибле! Крабле! Бумс!» — Сказочник, Тролль
- «Дождевой и компания» — Кузнечик
- «Алиса в стране чудес»

Санкт-Петербургском государственный музыкальный театр «Карамболь» (2013 — 2017)
- 2014 — «31 июня» Александра Зацепина; режиссёр: Борис Павлович — Тенор-душка
- 2015 — «Иосиф и его удивительный плащ снов» Эндрю Ллойда Уэббера; режиссёр: Алексей Франдетти — Вениамин; дворецкий
- «Король-олень» Микаэла Таривердиева; режиссёр Юрий Александров — Леандро
- «Жар-птица» Ирины Брондз; режиссёр Олег Леваков — Иван Берендеевич
- «Царевна-лягушка» Ирины Брондз; режиссёр Галина Ульянова — Иван-царевич
- «Белоснежка и семь гномов» Ирины Брондз; режиссёр Олег Леваков — Принц
- «Сказка о потерянном времени» — Стрелка
- «Приключения Буратино» — главный Фонарщик
- «Чудо-дерево или карнавал Чуковского» — Тараканище, доктор Ай-Болит

Санкт-Петербургский театр «Мюзик-Холл» (2014 — 2016)
- «Бременские музыканты» Геннадия Гладкова; режиссёр Наталья Индейкина — Трубадур
- «Али-Баба и 40 песен персидского базара» Сергея Никитина; режиссёр Константин Ермихин — Али-Баба

«Театр мюзикла»
- 2016 — «Преступление и наказание» Эдуарда Артемьева; режиссёр: А. Кончаловский — Родион Раскольников
- 2020 — «ПраймТайм» Максима Лепажа; режиссёры: Себастьян Солдевилья, Марина Швыдкая — Максим, композитор

Stage Entertainment
- 2016 — «Бал вампиров» Джима Стайнмана; режиссёр: Корнелиус Балтус — Альфред
- 2017 — «Привидение» Дейва Стюарта и Глена Балларда; режиссёр: Алистер Дэвид — Сэм, ансамбль

Санкт-Петербургский театр музыкальной комедии
- 2018 — «Бал вампиров» Джима Стайнмана; режиссёр: Корнелиус Балтус — Альфред
- 2021 — «Хиты Бродвея и не только…»; режиссёр: Александр Суханов — Альфред, Фредди Трампер, Себастьян, Тимон, Иисус, Иуда и т. д.
- 2023 — «Алиса и страна чудес»; режиссёр: Глеб Матвейчук — Шляпник
- 2025 — «Ромео и Джульетта» Жерара Пресгурвика; режиссёр: КЕРО — Ромео[23]

«Московский театр оперетты»
- 2018 — «Монте-Кристо» Романа Игнатьева; режиссёр: Алина Чевик — Альбер[24]
- 2019 — «Ромео VS Джульетта XX лет спустя» Аркадия Укупника; режиссёр: Алексей Франдетти — Франческо[25][26]

Creative lab STAIRWAY
- 2018 — «Последнее испытание» Антона Круглова; режиссёр: Руслан Герасименко — Даламар

Компания «Musical Hit»
- 2019 — «Территория страсти» Глеба Матвейчука; режиссёр Александр Балуев — Шевалье Дансени[27]

«Бродвей Москва» / «Фэнси Шоу»
- 2019 — «Первое свидание» Алана Закари и Майкла Вайнера; режиссёр: Анна Шевчук — Рэджи, Инстаграм, рокер, будущий сын Аарона
- 2020 — «День влюблённых» Михаила Дурненкова, Жени Беркович и Евгения Загота; режиссёр: Анна Шевчук — Кенни
- 2020 — «Шахматы» Бьорна Ульвеуса, Бенни Андерссона и Тима Райса; режиссёр: Евгений Писарев — Фредди Трампер[28]
- 2024 — «Последняя сказка» Евгения Загота; режиссёр: Анна Шевчук — Аладдин[29]

Санкт-Петербургский театр «Рок-опера»
- 2019 — «Иисус Христос — суперзвезда» Эндрю Ллойда Уэббера; режиссёр: Владимир Подгородинский — Иуда, Иисус

Продюсерский центр Николая Забелина
- 2019 — «Магазинчик ужасов» Алана Менкена; режиссёр: Антон Преснов — Сеймур

Musical Design Studio «Master Entertainment»
- 2019 — «Хрустальное сердце» Андрея Пронина; режиссёр: Антон Преснов — Мартин[30]

Компания «Musical Trade»
- 2020 — «Кабаре» Джона Кандера и Фреда Эбба; режиссёр: Наталья Громушкина — Клиффорд Брэдшоу
- 2024 — «В джазе только девушки» режиссёр: Наталья Громушкина — Джо / Джозефина[31][32][33][34]

Авторский проект Александра Рагулина
- 2021 — Рок-опера «КарамазоВЫ»; режиссёр: Александр Рагулин — Алексей Карамазов[35]
- 2021 — Рок-опера «Графиня де Ля Фер»; режиссёр: Александр Рагулин — Аббат / Арамис[36][37]

Продюсерская компания Сергея Сорокина
- 2021 — «Дон Жуан. Нерассказанная история» Андрея Пурчинского; режиссёр: Артем Каграманян — Серхио[38]

Театр на Таганке
- 2021 — «Онегин» А.Гладстоун; режиссёр: Алексей Франдетти — Владимир Ленский
- 2022 — «Петя и Фолк. Тайны миров» А.Зубец; режиссёр: Алексей Франдетти — Петя[39]

Театр «Этериус»
- 2023 — «Последнее испытание» Антона Круглова; режиссёр: Дарья Январина — Рейстлин, Даламар
- 2024 — Рок-опера «Жанна Д`Арк» Лора Бочарова, Лина Воробьёва; режиссёр: Евгений Гулюгин — Дофин Карл VII

ООО «Медиа Группа Первый Еврейский»
- 2023 — «Между двух миров» Александр Журбин; режиссёр: Нина Чусова — Хонон, диббук[40][41][42]

Продюсерский центр «Penta Entertainment»
- 2023 — «Икар» Антон Круглов; режиссёр: Антон Преснов — Брут, Икар[43]

Театр «Приют комедианта»
- 2023 — «Айсвилль» Евгения Загота; режиссёр: А. Франдетти — Май[44][45][46]

Продюсерский центр «Мы»
- 2024 — Рок-опера «Последнее испытание» Антона Круглов; режиссёр: Василий Заржецкий — Рейстлин Маджере[47][48][49][50]
- 2025 — Мюзикл «Идиот» Сергея Рубальского; режиссёр: Александр Заржецкий — Гаврила Ардалионович (Ганя) Иволгин

Театр Российской армии
- 2025 — Мюзикл «Ревизор» Глеба Матвейчука; режиссёр: Глеб Матвейчук — Хлестаков

### Озвучивание
- 2017 — Новогоднее шоу «Angry Birds. Миссия: спасти Новый год» — Чак
- 2018 — «8 подруг Оушена» — Официант
- 2018 — Мультсериал «Little Big Awesome» — вокальные партии